# حمله به شمال عراق (ژوئیه ۲۰۱۴)
روزشمار حمله به شمال عراق در ژوئیه ۲۰۱۴:

## ۱۰ تیر
- وزارت دفاع آمریکا اعلام کرد که حدود ۳۰۰ سرباز دیگر را به عراق اعزام کرد، این درحالی است که تلویزیون عراق از هلاکت ابوبکر چچنی سرکرده داعش در کرکوک خبر داده است. فرماندهی عملیات سامرا تأکید کرد که اعضای داعش به صورت دسته جمعی از استان صلاح‌الدین در حال فرار هستند.[۱]
- ابوبکر البغدادی رهبر گروه داعش از مسلمانان جهان خواسته برای کمک به ساختن یک کشور اسلامی به عراق و سوریه مهاجرت کنند.[۲][۳]
- ابوبکر البغدادی رهبر داعش فرمان عفو تعدادی از زندانیان را صادر کرد.[۴]
- اولین جلسه پارلمان جدید عراق به دلیل اختلافات نمایندگان و گروه‌های مختلف عراقی از حد نصاب خارج و به هشت ژوئیه (۱۷ تیر) موکول شد.[۵]
- گروهی از علمای سنی مذهب عراق با اعلام بیانیه‌ای از گروه داعش حمایت کردند. آن‌ها در بیانیه خود گفتند که حضور در ارتش عراق حرام است. این افراد همچنین از سران قبائل و خانواده‌های عراقی خواستند فرزندان خود را از ارتش فرا بخوانند و آن‌ها را به عضویت در گروه‌های مسلح مخالف دولت تشویق کنند، چراکه این یک وظیفه دینی است. پس از این اقدام این گروه از علمای سنی مذهب، اسامه النجیفی رئیس پارلمان عراق و ائتلاف متحدون، اعلام کردند دیگر به توافق «عزت و صلح ملی» پایبند نیستند و استعفا می‌دهند.[۶]
- داعش تصاویری از رژه اعضای خود همراه با موشک‌های اسکاد و تانک‌های تی-۵۵ در شهر سوری رقه منتشر کرد. با این حال تعدادی از کارشناسان می‌گویند ۹۹٪ از این موشک‌ها غیرقابل استفاده است و تهدیدی برای نیروهای دولت عراق محسوب نمی‌شود. مشخص نیست که تروریست‌های داعش چگونه به موشک‌های ساخت شوروی دست پیدا کردند، با این حال گزارش‌ها خبری نشان داد که این موشک‌ها پس از تصرف یک پایگاه نظامی در منطقهٔ دیرالزور سوریه بدست آمده است. این موشک‌ها ابتدا در اختیار ارتش آزاد سوریه بود.[۷]

## ۱۱ تیر
- مقام‌های عراق ادعای ترک سربازان ارتش این کشور در مرز عراق و عربستان سعودی را تکذیب کردند. عربستان سعودی اعلام کرده ۳۰ هزار سرباز به مرزهای خود با عراق گسیل کرده‌است. ترکیه اعلام کرده‌است ۳۲ راننده کامیون این کشور که در دست شبه نظامیان سنی اسیر بودند آزاد و تحویل دیپلمات‌های این کشور شده‌اند. با وجود این، هنوز ۴۹ شهروند دیگر ترکیه در اسارت شبه نظامیان قرار دارند. هندوستان اعلام کرده ۴۶ پرستار اهل این کشور که توسط شورشیان مسلح به اسارت گرفته شده‌اند، در سلامت به سر می‌برند اما آن‌ها را به مکانی جدید منتقل کرده‌اند. ۴۰ کارگر هندی پیمانکار ساختمانی هم که در موصل توسط شبه نظامیان سنی به اسارت گرفته شده بودند همچنان در اختیار نیروهای داعش هستند اما به آن‌ها آسیبی نرسیده است.[۸]

## ۱۲ تیر
- شبه نظامیان افراط‌گرای سنی در مناطق تحت تصرف خود "پاکسازی" را آغاز کردند. پناهجویانی که از مناطق تحت تصرف داعش گریختند گفته‌اند شبه نظامیان این گروه به‌طور روش‌مند و سیستماتیک غیرسنی‌ها و مخالفان خود را 'از سر راه بر می‌دارند' (اکثراً شیعیان و مسیحیان). از زمان شروع بحران در شمال عراق تا این زمان حدود یک میلیون نفر از شهروندان این مناطق آواره شده‌اند (اکثراً شیعه، مسیحی و کرد هستند). همچنین به گزارش سازمان ملل متحد، از زمان آغاز پیش‌روی‌های داعش ۲۴۶۱ نفر کشته شده‌اند.[۸]
- تعدادی دیگر از شهرها و روستاهای سوریه در نزدیکی رود فرات در مرز عراق و سوریه، به اشغال داعش در آمد.[۹]

## ۱۳ تیر
- نیروی هوایی ارتش عراق به دسته‌های اعضای داعش که قصد تسخیر بزرگترین پالایشگاه عراق در شهر بیجی را داشتند، حمله کردند.[۱۰]

## ۱۴ تیر
- سخنگوی دفتر فرمانده کل ارتش عراق اعلام کرد که نیروهای امنیتی این کشور منطقه العوجه، زادگاه صدام حسین در استان صلاح‌الدین را به صورت کامل تحت کنترل خود درآوردند. قاسم عطا، سخنگوی دفتر فرمانده کل ارتش عراق، با بیان این خبر گفت: نیروهای امنیتی با کمک نیروهای هوایی توانستند ۳۰ فرد مسلح در العوجه را به کشته و ده‌ها بمب را خنثی کنند و چندین روستا در استان صلاح‌الدین پاکسازی نمایند. از سوی دیگر، یک منبع امنیتی در استان صلاح‌الدین اعلام کرد، بر اثر انفجار یک عامل انتحاری که مقر ارتش در جنوب تکریت را هدف قرار داده بود، ۱۰ سرباز کشته و ۳۵ تن دیگر زخمی شدند.[۱۱]
- داعش در ۱۴ تیر ۱۳۹۳ نخستین محموله‌های نفت را از میدان نفتی عجیل آغاز و آن‌ها را از منطقه کردستان عراق صادر کرد. داعش ۱۰۰ تانکر نفت خام را به قیمت حدود ۱۲ تا ۱۴ هزار دلار در هر تانکر برای تأمین مالی عملیات‌های خود به فروش رساند. شلال عبدالبابان شهردار منطقه توزخورماتو در بیانیه‌ای گفت: افرادی که نفت را از این گروه می‌خرند از راه‌های تحت کنترل این گروه و از طریق شهرهای کِفری یا غدیرکرم به پالایشگاهها یا با هماهنگی ایست‌های بازرسی از طریق شهر مخمور به منطقه کردستان می‌رسانند.[۱۲] آن‌ها همچنین هم‌اکنون کنترل تمامی میدان‌های نفتی و گازی مهم سوریه را در استان دیرالزور که هم‌مرز عراق است، در دست دارند.[۱۳]
- وب‌سایت‌ها و حساب‌های کاربری نزدیک به به دولت اسلامی (داعش)، اولین ویدئوی مربوط به وی را که مربوط به خطبه‌های نماز جمعه روز ۱۳ تیر ۱۳۹۳ در مسجد جامع موصل است، منتشر کرده‌اند. این ویدئوی ۲۱ دقیقه‌ای، اولین ویدئوی منتشر شده از فردی است که تاکنون تنها دو تصویر بی‌کیفیت از وی منتشر شده بود. وی در این خطبه ضمن استفاده فراوان از مفاهیم دینی و فن خطابه با زبانی آمیخته به تهدید از کاربرد شمشیر برای برپایی حکومت و پیگیری اهداف خود اشاره کرده‌است. وی برای مشابهت با خلفای صدر اسلام نیز لباسی با رنگ سیاه پوشیده و دستاری بر سر بسته است.[۱۴][۱۵]

## ۱۷ تیر
- داعش ۱۲ تن از ائمه مساجد در شهر موصل عراق مرکز استان نینوا را به قتل رساند.[۱۶]
- یک منبع عشایر استان صلاح‌الدین اعلام کرد که عشایر دو منطقه بیجی و شرقاط علیه اعضای داعش در استان صلاح‌الدین قیام کرده و توانستند سه تن از اعضای این گروه شبه نظامی را کشته و تعدادی از خودروهای آن‌ها را تحت به تصرف خود درآورند و این اقدام عشایر برای پشتیبانی نیروهای امنیتی در جنگ خود علیه تروریست صورت می‌گیرد.[۱۶]
- عشایر الجبور در شهر تکریت توانسته‌اند در درگیری‌ها با اعضای داعش ۳۰ تن از آن‌ها را بکشند.[۱۶]
- دستگاه مبارزه با تروریسم عراق نیز با همکاری با نیروی هوایی ارتش ۶۰ خودروی داعش که از موصل به سمت پالایشگاه بیجی در حرکت بودند هدف قرار داد و توانست بیش از ۴۵ خودروی داعش را نابود کند.[۱۶]
- شبکه البغدادیه نیز گزارش داد که تدابیر شدید امنیتی در بغداد اتخاذ شده‌است و تعداد بسیاری از نیروهای امنیتی در پایتخت عراق مستقر شده‌اند.[۱۶]

## ۱۸ تیر
- مقامات عراقی گفته‌اند که کارخانه از کارافتاده سلاح‌های شیمیایی عراق به‌دست داعش افتاده است. محمد علی حکیم نماینده دائم عراق در سازمان ملل در پیامی به بان کی مون، دبیرکل سازمان ملل اعلام کرد: دولت عراق کنترل خود را بر تأسیسات المثنی در شمال بغداد در ۱۱ ژوئن گذشته از دست داد و اعضای داعش مواد شیمیایی که در این تأسیسات وجود داشت را تحت تصرف خود درآورده‌اند.[۱۷][۱۸]

## ۲۰ تیر
- داعش شبکه تلویزیونی جدیدی با نام "دابق" را در شهر موصل عراق راه‌اندازی کرد. این شبکه اخبار و اطلاعاتی را در خصوص جنگ‌ها در عراق و سوریه طی دوره گذشته پخش می‌کند. در ۱۸ ژوئن گذشته فاش شده بود که عربستان سعودی کارشناسانی را به موصل فرستاده تا شبکه تلویزیونی وابسته به گروه داعش را راه بیندازند.[۱۹]

## ۲۸ تیر
- به دنبال تهدید مسیحیان توسط داعش، هزاران مسیحی موصل به سمت کردستان عراق مهاجرت کردند. داعش مسیحیان را مجبور به اسلام آوردن یا پرداخت جزیه کرده بود.[۲۰]
- بر اساس گزارش‌ها از سوریه، داعش ۲۷۰ نفر از محافظان و کارمندان یک میدان گازی در استان حمص در سوریه را به قتل رساند.[۲۰]

## ۷ مرداد
- براساس فرمان جدید دولت اسلامی (داعش) به ساکنان موصل که از طریق بلندگوها در شهر اعلام شد، اهالی نینوا و مرکز آن موصل، از این پس فقط باید البسه پاکستانی به تن کنند.[۲۱]
- عناصر گروه داعش، به مردم محلی اعلام کردند که تا پایان تعطیلات عید فطر فرصت دارند دخترانشان را برای جهاد نکاح (برای اعضای مسلح داعش) آماده کنند.[۲۱]
- عملیات سرشماری زنان و معاینه آنان برای تصدیق انجام ختنه، توسط عناصر داعش در نینوا و مرکز آن موصل آغاز شده‌است.[۲۱]
- داعش آرامگاه پیامبران، یونس، شیث و جرجیس را تخریب کرده و کلیسای مریم عذرا را نیز به آتش کشیده‌اند.[۲۱]